# Saint-Romain-de-Jalionas
Saint-Romain-de-Jalionas è un comune francese di 3 172 abitanti situato nel dipartimento dell'Isère della regione dell'Alvernia-Rodano-Alpi.

## Società

### Evoluzione demografica
Abitanti censiti